# Parigi-Bruxelles 1935
La Parigi-Bruxelles 1935, ventisettesima edizione della corsa, si svolse il 28 aprile 1935 su un percorso di 380 km, con partenza da Parigi e arrivo a Bruxelles. Fu vinta dal belga Edgard De Caluwé davanti ai suoi connazionali Louis Hardiquest e Frans Bonduel.

## Ordine d'arrivo (Top 10)
| Pos. | Corridore           | Squadra | Tempo     |
| ---- | ------------------- | ------- | --------- |
| 1    | Edgard De Caluwé    |         | 11h47'00" |
| 2    | Louis Hardiquest    |         | s.t.      |
| 3    | Frans Bonduel       |         | a 5'00"   |
| 4    | Frans Spiessens     |         | s.t.      |
| 5    | Louis Duerloo       |         | s.t.      |
| 6    | Gustaaf Reyns       |         | s.t.      |
| 7    | Maurice Cocquereaux |         | s.t.      |
| 8    | Albert Hendrickx    |         | s.t.      |
| 9    | Sylvere Maes        |         | s.t.      |
| 10   | Robert Wierinckx    |         | s.t.      |